# The McClatchy Company
McClatchly, officieel The McClatchy Company, is een Amerikaanse krantenuitgeverij uit Sacramento (Californië). Het bedrijf is begonnen als de uitgever van The Sacramento Bee en bezit en opereert nu een 30-tal lokale en regionale dagbladen in 14 staten. Daarmee bereikt McClatchy op een weekdag een oplage van 2 miljoen en 2,75 miljoen op zondag. Daarmee is McClatchy de op twee na grootste uitgever van kranten in de Verenigde Staten. In 2006 kocht McClatchy Knight Ridder, toen de op een na grootste krantenuitgeverij van de Verenigde Staten. McClatchy verkocht om verscheidene redenen meteen 12 van de 32 Knight Ridder-kranten. De McClatchy-krant met de grootste zondagoplage is tegenwoordig The Kansas City Star. Het bedrijf beheert ook verschillende websites.
The McClatchy Company staat genoteerd op de New York Stock Exchange.

## Kranten
- The Beaufort Gazette - Beaufort, South Carolina
- Belleville News-Democrat - Belleville, Illinois
- The Bellingham Herald - Bellingham, Washington
- The Bradenton Herald - Bradenton, Florida
- Centre Daily Times - State College, Pennsylvania
- The Charlotte Observer - Charlotte, North Carolina
- Ledger-Enquirer - Columbus, Georgia
- The Fresno Bee - Fresno, Californië
- The Herald (Rock Hill) - Rock Hill, South Carolina
- The Herald-Sun - Durham, North Carolina
- The Idaho Statesman - Boise, Idaho
- The Island Packet - Hilton Head, South Carolina
- The Kansas City Star - Kansas City, Missouri
- Lexington Herald-Leader - Lexington, Kentucky
- Merced Sun-Star - Merced, Californië
- The Miami Herald - Miami, Florida
- The Modesto Bee - Modesto, Californië
- The News & Observer - Raleigh, North Carolina
- El Nuevo Herald - Miami, Florida
- The Olathe News - Olathe, Kansas
- The Olympian - Olympia, Washington
- The Sacramento Bee - Sacramento, Californië
- Fort Worth Star-Telegram - Fort Worth, Texas
- The State - Columbia, South Carolina
- Sun Herald - Biloxi, Mississippi
- Sun News - Myrtle Beach, South Carolina
- The News Tribune - Tacoma, Washington
- The Telegraph (Macon) - Macon, Georgia
- The San Luis Obispo Tribune - San Luis Obispo, Californië
- Tri-City Herald - Kennewick, Washington
- Wichita Eagle - Wichita, Kansas